# Douglas Scott (évangéliste)
Pour les articles homonymes, voir Douglas Scott et Scott.
Douglas Scott est un prédicateur du Réveil et évangéliste anglais, né le 9 juin 1900 à Illforf (Essex) et mort le 15 avril 1967 à Chalon-sur-Saône (Saône-et-Loire). Il a consacré l’essentiel de son ministère à la France. Il est considéré comme un des pionniers du mouvement de pentecôte en France et le principal fondateur des Assemblées de Dieu de France.

## Biographie

### Enfance et jeunesse
Douglas Roger Scott est né le 9 juin 1900 à Illforf (Essex, Grande-Bretagne) dans une famille de tradition anglicane mais qui fréquente une église congrégationaliste où, encore enfant, il est baptisé par aspersion. Peu réceptive à un message sans doute trop intellectualisé pour elle, la famille fréquente ensuite successivement plusieurs assemblées évangéliques où le jeune Douglas suit l’enseignement des écoles du dimanche mais, dira-t-il plus tard, sans trouver la véritable foi en Jésus-Christ.
Après la guerre de 1914-1918, à laquelle il échappe de justesse en raison de son âge, il est mobilisé pendant quelque temps puis, libéré, il trouve un emploi dans une agence maritime de Londres, les faibles ressources de la famille ne lui permettant pas de poursuivre ses études. En dehors des heures de travail, il joue du violon dans des bals et des cinémas et consacre aussi une grande partie de son temps au football et, surtout, à la course à pied. C’est sans doute en pratiquant l’un de ces sports qu’il est atteint du tétanos, duquel il guérit après avoir pensé que sa vie touchait à sa fin.

### Conversion
Douglas Scott passe d’abord par une profonde conversion qui le conduit sur un chemin de sanctification au cours duquel il renonce d’abord à jouer au violon des mélodies profanes puis à abandonner la pratique de la course à pied et, enfin, « last but not least », celle du football.
Ayant vécu une nouvelle naissance au cours d’une réunion d’évangélisation organisée rue Whitecross à Londres, il recherche alors une Église susceptible de correspondre à ses attentes. Il visite une église sans étiquette, et comme il entend le même chant qu’il avait entendu rue Whitecross, il adopte définitivement cette église où il entend pour la première fois des fidèles « parler en langues » (glossolalie). Il entend aussi parler d’une puissance que les chrétiens devaient recevoir, celle du Saint-Esprit, expérience qu’il fait lors d’une réunion présidée par l’évangéliste gallois George Jeffreys (en), fondateur en 1915 de la première Église de Pentecôte Elim en Irlande.

### Ministère en Grande-Bretagne
À partir de 1925, Douglas Scott va consacrer une grande partie de son temps à annoncer l’évangile dans des réunions publiques, son message étant essentiellement fondé sur les quatre piliers du pentecôtisme Elim : Jésus sauve, Jésus guérit, Jésus baptise et Jésus revient. Il suit aussi des cours bibliques par correspondance et devient un prédicateur itinérant dans l’Essex où il fonde à Laindon une église de pentecôte Elim avec un autre pasteur.
C’est dans le cadre de ses activités d’évangéliste Elim qu’il entre en contact avec Willie Burton, fondateur de la Mission Évangélique du Congo (CEM) en 1919, en association avec plusieurs églises de pentecôte du Royaume-Uni. Le mouvement Élim, qui devait prendre le nom de « Elim Foursquare Gospel Alliance » en 1929, ne participa pas dans la même mesure que les autres églises de pentecôte aux efforts missionnaires outre-mer, préférant se consacrer à l’évangélisation du Royaume-Uni. Un évangéliste d’Elim, Cyril Taylor, était cependant parti pour le Congo belge en 1920 pour travailler au sein de la CEM.
Douglas Scott étant décidé à partir comme missionnaire au Congo Belge, Willie Burton lui conseille d’aller apprendre le français en France.

### Mission en France
Douglas Scott va au Havre en réponse à l’invitation d’une chrétienne de la ville, Hélène Biolley, qui tient un bar sans alcool, le Ruban Bleu, à proximité de l’Arsenal où l’alcoolisme fait alors des ravages dans les milieux ouvriers . D’origine suisse, Hélène Biolley est venue s’installer au Havre en 1880 et a fondé en ville une Église Évangélique indépendante baptiste avec un colporteur breton, M. Le Quéré. Informée des progrès du Réveil en Grande-Bretagne et au Pays de Galles, elle a invité au Havre plusieurs prédicateurs du Réveil, entre autres George Jeffreys, déjà cité, et Smith Wigglesworth.
Douglas Scott passe au Havre ses deux semaines de vacances de l’été 1927 et tient quelques réunions d’évangélisation avant de revenir en février 1930, après son mariage. Il revient en France en 1930, il ne sait s’il doit persister dans sa vocation initiale de missionnaire au Congo ou rester en France. C’est, dit-il, au cours d’une réunion de prière qu’il acquit la conviction que c'était vers la France que Dieu le dirigeait.
Son ministère commence donc dans l’Église évangélique du Havre où il y a aussitôt des guérisons remarquables et de nombreux baptêmes dans le Saint-Esprit. Alors qu’il n’y avait que quatre-vingts fidèles en 1930, les conversions sont si nombreuses que l’église doit déménager deux fois avant de trouver des locaux adaptés à la fréquentation accrue.
En fin d’année, laissant l’assemblée à un autre pasteur, Douglas Scott part visiter les églises baptistes de Picardie, à Chauny, Saint-Quentin et La Fère où il rencontre pour la première fois le pasteur Pierre Nicolle. Pasteur baptiste, après avoir été membre de l’Armée du Salut, celui-ci est pour le moins assez peu sensible aux manifestations physiques de l’Esprit et assez hostile au mouvement de Pentecôte, mais, après avoir expérimenté lui-même les dons de l’Esprit, il devient un fidèle collaborateur de Douglas Scott qui lui confiera d’ailleurs en 1932 l’Assemblée évangélique de Pentecôte de Rouen alors en cours de constitution. Cette mission en Picardie connaît un grand succès malgré des oppositions violentes, à la limite parfois de l’agression physique.
Ayant fait connaissance au cours de cette mission d’une famille originaire du Nord, Douglas Scott part ensuite pour la ville de Liévin où, comme ailleurs, sa prédication est suivie de conversions et de guérisons. Il se rend ensuite à Roubaix où il prend contact avec des chrétiens belges du Borinage où se développe ensuite un puissant Réveil qui donne un nouvel essor à la Chorale des Mineurs du Borinage. Il prêche à Pâturages en septembre 1931, puis à Quaregnon et Ghlin,
Après avoir lancé des projets d’ouverture d’assemblée à Calais et à Lille, Douglas Scott retourne en Normandie où il décide d’aller évangéliser Rouen, malgré les nombreux avis défavorables qu’on lui donne, le catholicisme alors très puissant dans cette ville. Après des débuts difficiles, la guérison de nombreuses personnes attire une foule de plus en plus importante dans la petite salle qui se remplit très vite. Il laisse alors l’œuvre en gestation à Pierre Nicolle pour aller en mission dans les églises réformées de l’Ardèche.
À la fin des années vingt, un puissant mouvement de Réveil commence à parcourir les églises réformées de la Drôme et de l’Ardèche avec, dans ce département, un début de prophétisme que beaucoup critiquent, surtout par crainte d’un retour des errements qu’avait entraîné le prophétisme cévenol des temps de persécution au début du XVIIIe siècle.
Lorsque les premiers échos du Réveil pentecôtiste dans la région du Havre parviennent dans le Midi, les avis sont partagés sur sa signification, son contenu et ses conséquences. Certains pasteurs lui sont violemment hostiles, d’autres n’y croient pas car « le temps des miracles est bien passé », quelques-uns enfin sont plus réceptifs. C’est notamment le cas du pasteur de Privas, Samuel Delattre, peut-être parce qu’il avait écrit quelques années auparavant un ouvrage sur le prophétisme cévenol.
En 1932, Samuel Delattre invite Douglas Scott qui accepte de venir à Privas pour une mission de trois semaines, malgré les conseils de son entourage qui le met en garde contre les préventions du protestantisme réformé devant les manifestations charismatiques. Contre toute attente, après deux semaines de réunions le petit temple ne peut accueillir toute l’assistance et il faut ouvrir le grand temple. De nombreuses personnes, dont plusieurs pasteurs, sont baptisés du Saint-Esprit et Douglas reçoit un accueil enthousiaste un peu partout ; c’est d’ailleurs dans le presbytère du temple du petit village de Saint-Julien-en-Saint-Alban, près de Privas, que fut rédigé le premier numéro de Viens et Vois, la revue des Assemblées de Dieu.
Douglas Scott descend ensuite à Nîmes où il est favorablement reçu par le pasteur Bernard de Perrot, malgré une très forte opposition des milieux réformés locaux. Le journal « Le Matin vient » fait paraître un article dans lequel il qualifie Douglas Scott de « casse-cou » et présente le réveil de Pentecôte comme « vague infernale ». En dépit de ces critiques, de nombreux protestants se déplacent de loin pour venir entendre le message du Réveil et, le 1er mai 1932, le grand temple est comble.
Pendant cette mission à Nîmes, Douglas Scott est invité à participer à la journée pastorale du 25 avril qui rassemble plus de cent pasteurs et étudiants de la faculté de théologie protestante de Montpellier. Il est présenté à cette assemblée par le pasteur Louis Dallières de Charmes-sur-Rhône qui adoptera la vision pentecôtiste du Réveil (recherche du baptême du Saint-Esprit, du don des guérisons et du don des langues) et du baptême (baptême des adultes), tout en restant au sein de l’Eglise Réformée de France.
En 1932, il organise la première convention des Assemblées de Dieu de France au Havre que la dénomination est fondée.

### Mission en Suisse romande
Douglas Scott se rend également en Suisse en 1930 pour répondre à l’appel des églises protestantes alors très réceptives aux idées des revivalistes britanniques et, plus particulièrement au message d’Elim. Là, comme ailleurs, les temples sont pleins, notamment au Mont-Pèlerin (Chardonne).
C’est dans cette ville qu’il rencontre pour la première fois Arthur Maret qui suivra Douglas Scott en France où, avant de retourner en Suisse en 1936, il jouera un rôle précurseur dans la création et le développement des Assemblées de Dieu à Calais et à Lille avec les évangélistes Arthur Lorenz et Adolphe Hunziker.
De retour en Suisse en 1932, à La Chaux-de-Fonds cette fois, il fait la connaissance du pasteur baptiste de la ville, André Thomas-Brès qui, bien que convaincu depuis longtemps des principes de la « guérison par la foi », a alors une certaine méfiance envers le mouvement de Pentecôte. Il est cependant bientôt convaincu de la justesse du message du pentecôtisme qu’il va désormais prêcher dans son église. En 1936, il ralliera le mouvement de pentecôte en France et sera, de 1939 à 1974, l’inamovible pasteur des Assemblées de Dieu de Nice.

### Évangélisation du Midi
Après avoir établi en 1931 une assemblée à Lyon, Douglas Scott commence l’évangélisation du Midi de la France à partir de Marseille, ville considérée comme le « centre du Réveil de la Pentecôte » de cette région.
En 1934, le départ de l’œuvre à Marseille est pourtant difficile, la première réunion d’évangélisation ne réunissant guère plus de vingt-cinq personnes. Sans moyens financiers, Douglas réussit pourtant à louer une salle dans le centre-ville grâce à la caution d’une chrétienne évangélique et les nombreux miracles attirent bien vite une foule sans cesse croissante. Il faut bientôt six évangélistes pour pourvoir aux besoins de la nouvelle œuvre et, à Pâques 1935, quarante-cinq personnes sont baptisées. Malgré de nombreuses difficultés, l’œuvre n’ira qu’en se développant les années suivantes.
Depuis Marseille, l’œuvre missionnaire rayonne ensuite vers Nîmes, Alès, Cavaillon, Salon-de-Provence, Marignane, Aix-en-Provence, Avignon et Toulon. L’extension vers Nice se fait après concertation avec les deux pasteurs réformés de la ville, l’un d’eux estimant d’ailleurs que « ce serait impossible de faire une œuvre dans cette ville presque entièrement consacrée aux plaisirs ». Malgré le pessimisme de cet avis, Douglas Scott organise des réunions d’évangélisation, accompagné au début par le pasteur réformé Samuel Delattre, déjà rencontré en Ardèche et connu pour ses positions favorables au mouvement de Pentecôte. Les nombreuses guérisons et conversions amènent logiquement à la création d’une assemblée de Dieu locale, église qui est confiée en 1939 au pasteur Thomas-Brès venant de Suisse ; dans la foulée de cette mission, des œuvres sont ensuite ouvertes à Fréjus, Cannes, Grasse, Antibes et Menton.
Sur la côte méditerranéenne, l’œuvre gagne, à partir de Montpellier, les villes de Sète, Béziers, Narbonne, Carcassonne et Perpignan où elle connaît un succès tout particulier. Elle s’étend ensuite dans le Sud-Ouest, à Toulouse, dont l’église de Pentecôte devait devenir l’une des plus importantes de France, avant d’atteindre Montauban, Agen et, enfin, Bordeaux, ville dans laquelle se trouvait Douglas Scott avant son premier départ en mission en Algérie, avant la Seconde Guerre mondiale.
Le mouvement de Pentecôte s’étant implanté puis fortement développée de façon quasi simultanée dans de nombreuses villes, il était difficile de pourvoir rapidement autant de postes de pasteurs pour assurer la direction spirituelle des nouvelles églises. Dans ces conditions, plusieurs d’entre elles furent tenues par de simples frères jusqu’à la fin de la Seconde Guerre mondiale.

### Au Congo Belge
Douglas Scott était venu en France pour apprendre le français afin d’aller en mission au Congo belge, mais ce n’est qu’à l’automne 1939, au tout début de la Seconde guerre mondiale, qu’il part en Afrique avec son épouse et trois de ses enfants, dont le plus jeune fils, Claude.
On ne sait pas grand chose sur cette période africaine, si ce n’est qu’il a travaillé dans des conditions pénibles dans un ministère itinérant. Prêchant uniquement en français ou en swahili, il a ouvert plusieurs assemblées évangéliques dans les villages les plus reculés. Certaines d’entre elles sont aujourd’hui des églises très importantes de plusieurs centaines de fidèles qui gèrent aussi des écoles.

Selon son fils Claude, qui est retourné plus de soixante ans après au Congo où il a pu revoir leur ancienne maison familiale, les anciens des assemblées gardent toujours vivant le souvenir de son père, certains chrétiens congolais le considérant comme un saint ; dans un village, le pasteur a même conservé un portrait de son père qui a pour titre « l’apôtre Douglas Scott ».
La famille Scott est rentrée en Grande-Bretagne en automne 1946, avant de reprendre son ministère en France en 1947.

### En Algérie
Douglas Scott est allé une première fois en Algérie, au début des années trente (1933-1934), où, comme il l’avait fait peu de temps auparavant en Ardèche, il a essentiellement prêché le Réveil dans les temples protestants. Sa prédication a cependant largement débordé les milieux protestants pour toucher une population attirée par les nombreux miracles qui éclataient un peu partout : guérison d'un jeune garçon paralytique, d’un autre sourd-muet et d’une femme aveugle, entre autres.
Après la guerre, Douglas Scott retourne en Algérie au début des années cinquante, pour installer les Assemblées de Dieu cette fois. 

Venant de Bordeaux, il commence sa campagne missionnaire à Alger où il existe déjà un petit noyau de chrétiens pentecôtistes convertis par le ministère du pasteur Serge Gaillard arrivé peu de temps avant de Grenoble (Serge Gaillard devait par la suite passer en Oranie puis, rapidement, au Maroc, pays auquel il devait se consacrer par la suite). 

Après quelques mois passés à Alger, Douglas Scott se rend ensuite à Constantine puis à Oran où il trouve la petite œuvre établie par Serge Gaillard. Il multiplie les réunions d’évangélisation dans la ville et les environs mais répond aussi aux invitations des protestants installés dans la région qui priaient pour le Réveil depuis des années. 

Là, comme dans les autres villes, le témoignage de Douglas Scott s’accompagne de miracles, de guérisons, et ce dans tous les milieux, catholiques, musulmans ou protestants. Dans les villes où le nombre de convertis est important, des lieux de culte pentecôtistes sont créés, les salles Viens et Vois, mais ailleurs, les églises réformées accueillent parfois ces nouveaux convertis.
À l’issue de cette mission, Douglas Scott retourne ensuite en France, laissant à d’autres évangélistes venus de France le soin de développer et d’enraciner l’œuvre de la Pentecôte en Algérie.
De retour en France, il continue son œuvre d'évangélisation et d'édification dans les églises de Pentecôte établies. Il se rend aussi outre-mer, en Martinique, en Guadeloupe et même au Québec.
Ayant refusé de prendre sa retraite en 1965 malgré ses problèmes cardiaques, il continue de prêcher deux fois par jour et sept jours sur sept jusqu'à sa mort à Chalon-sur-Saône, le 15 avril 1967.